# اصلاح کاتولیک
اصلاح کاتولیک یا اصلاح متقابل (Counter-reformation)شامل اقداماتی است که کلیسای کاتولیک جهت مقابله با نهضت پروتستانتیزم به عمل آورد و به محدوده زمانی برپایی شورای ترنت (۱۵۴۵–۱۵۶۳) و پایان جنگ سی‌ساله (۱۶۴۸) مربوط می‌شود. شورای ترنت را پاپ پل سوم در سال ۱۵۴۵ برپا نمود تا به موضوع اصلاح نهاد کلیسا از طریق اقداماتی همچون مقابله با سوء استفاده مالی و کشیشان فاسد بپردازد.
اصلاح کاتولیک چهار حوزه را شامل می‌شود که عبارتند از:
1. بازآرایی ساختاری کلیسا
2. طریقت‌های مذهبی
3. جنبش‌های معنوی
4. ابعاد سیاسی

این اصلاح شامل اقداماتی نظیر برپایی مدارس آموزشی برای تعلیم بهتر کشیش‌ها در زمینه امور معنوی و الهیات کاتولیک، تشکیل طریقت‌های نوین که بیشتر بر ابعاد معنوی حیات مذهبی تأکید دارند نظیر یسوعی‌ها، ایجاد محکمه‌های انکیزیسیون و جنبش‌های معنوی جهت ارتباط مستقیم با مسیح می‌شود.